# Халина Севрук
Халина Силвестривна Севрук (на украински: Галина Сильвестрівна Севрук) е украинска художничка известна с мозайките и керамичната си пластика. Изкуството ѝ често е посветено на теми, свързани с украинската история и култура. Член е на дисидентско движение Шестдесетниците на интелектуалци в СССР през 1960-те години.

## Биграфия

### Ранни години
Севрук е родена на 18 май 1929 година в Самарканд, Узбекската СССР, където от 1920 година живеят родителите ѝ в резултат на принудителна емиграция. Баща ѝ Силвестър Мартинович Севрук е архитект от полски произход. Майка ѝ Ирина Дмитривна (по баща Хрихорович-Барска) е украинка, родственица на известния архитект Иван Хрихорович-Барски. Една година след раждането на Халина, семейството се мести в Харков. Отново се местят през 1944 година, установявайки се в град Киев.

### Кариера
Севрук започва художественото си образование при художника Хрихорий Свитлитски. По-късно казва за този период, че е оформил твърдото ѝ желание да стане „истински човек на изкуството“.
От 1947 до 1949 година Севрук посещава Художественото училище „Шевченско“ в Киев, където учи при Юрий Киянченко. През 1952 година тя постъпва да учи в Киевската национална академия за визуални изкуства и архитектура (тогава Киевски държавен институт по изкуствата), дипломира се през 1959 година. По-късно отбелязва, че образованието, което получава в Института с преподаватели от изтъкнати художници като Виктор Пузирков, не отговаря на личните ѝ артистични виждания.
През 1960-те години, Севрук работи като оформител на сгради. Развива усет за вплитане на елементи от украинското изкуство, история, език и литература в изобразителното си изкуство. Включва се в Киевския клуб на творческата младеж, основан от Лес Танюк, където се среща с артисти-съмишленици, които я подкрепят в идеите ѝ.
През 1963 година тя завършва мозайката си „Горска песен“ – първата от няколко мозайки, които Севрук изработва. Друга мозайка, наречена „Лилия“, е изложена през 1964 година. Пак в същата година тя се захваща с керамика – изкуството, което ще ѝ донесе известност. Прави някои монументални керамични творби, инсталирани в обществени институции като одеския хотел „Черно море“ и санаториума в Хмилник.
В края на 1960-те години Севрук започва да се занимава с илюстрация. Нейни илюстрации с туш се появяват в няколко поетични книги, включително преводна книга с поезия на Федерико Гарсия Лорка. През 1968 година тя съподписва писмото на 139 интелектуалци, които протестират срещу преустановяването на политиката по десталинизация и срещу политическите гонения на колеги-артисти. В отговор Севрук е изключена от Съюза на украинските художници. Студиото на Севрук е запечатано и в продължение на много години ѝ е забранено да излага; творбите ѝ не са на почит в музеите, галериите и изложбените зали. Над 20 години по-късно, през 1989 година членството на Севрук в Съюза е възстановено.
През 1970-те години Севрук експериментира с различни материали и продължава да черпи вдъхновение от фолклорните елементи и приказките. Създава голям брой картини в нов художествен маниер, много от които посветени на хора от нейното обкръжение. През 1970 година създава монументалната стела от стоманобетон, озаглавена „Дървото на живота“. Творбата е унищожена, тъй като не се съобразява с официално налаганите естетически стандарти. През 1984 година, след години забраната да излага творбите си заради политическите си възгледи, Севрук прави първата си самостоятелна изложба – в Къщата-музей на Хрихорий Свитлитски, нейният първи учител по рисуване. През 1987 година тя прави втората си самостоятелна изложба в Музея в Подил.

### Смърт
Севрук почива на 13 февруари 2022 година, на 92-годишна възраст.

## Награди и признание
През 1994 година Халина Севрук е удостоена с Наградата за изкуство на името на Андрей Шептицки – архиепископ на Украинската гръкокатолическа църква и любител-художник.
Изкуството ѝ е изложено в Музея на Шестдесетниците в Киев.